# ويلبر هيو فيري
ويلبر هيو فيري (بالإنجليزية: Wilbur H. Ferry)‏ هو صحفي وكاتب أمريكي، ولد في 17 ديسمبر 1910، وتوفي في 30 سبتمبر 1995 بسبب مرض باركنسون.